# Muhammad Husain Kaschmīrī

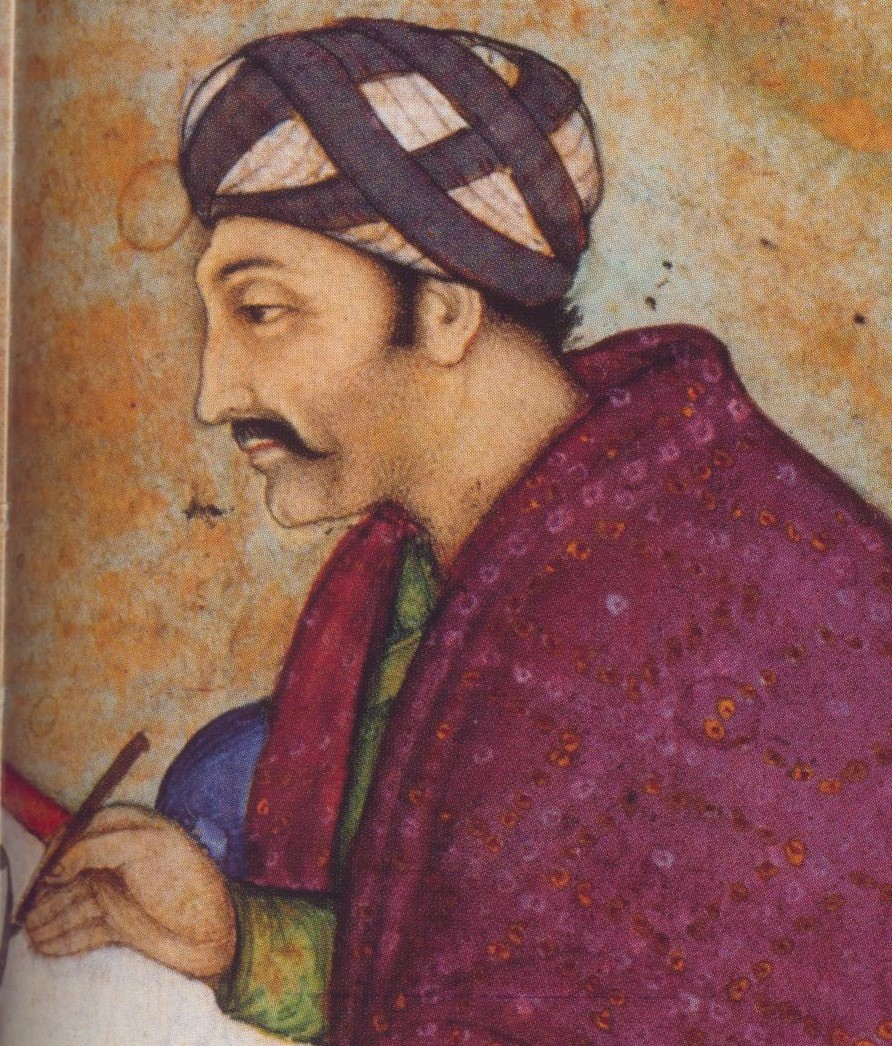
Porträt von Muhammad Husain

Muhammad Husain Kaschmīrī (persisch محمد حسین کشمیری, DMG Muḥammad Ḥusain Kašmīrī),
(st. 1611/12) war der am höchsten geschätzte Kalligraph am Hof des Mogulherrschers Akbar, der ihm den Ehrentitel Zarrīn Qalam (pers. Goldener Stift) verliehen hat. Er war ein Meister des Nastaʿlīq, das sowohl im Safawiden- als auch im Mogulreich besonders beliebt war. Abū 'l-Fazl widmet ihm einen ausführlichen Abschnitt im Āʾīn-i Akbarī, in dem er die ausgewogenen Proportionen seiner Schrift lobt und darauf hinweist, dass Kenner der Materie ihn dem berühmten safawidischen Meister Mīr ʿAlī Haravī für ebenbürtig halten.
Aus der Zeit zwischen 1582 und 1602 sind mehrere Manuskripte bekannt, die von Muhammad Husain kopiert wurden, darunter ein Gulistān von Saʿdī, ein Akbar-nāma und eine Chamsa von Amīr Chusrau Dihlavī. Daneben existiert eine größere Anzahl von Einzelblättern mit Versen, die sich teilweise in mogulzeitlichen Alben befinden.

## Leben

Muhammad Husain Kaschmiri und der Maler Manohar, ca. 1610. Die Signatur des Kalligraphen ist in der obersten Zeile des Dreiecks.

Muhammad Husains Nisba „Kaschmīrī“ lässt darauf schließen, dass er aus Kaschmir stammt. Das Jahr seiner Geburt ist nicht bekannt. Es gibt jedoch ein Porträt von ihm in einem Gulistān von 1582, auf dem er etwa 35 bis 40 Jahre alt zu sein scheint. Er dürfte daher in den 1540er Jahren geboren und vermutlich als Jugendlicher an den Hof gekommen sein, denn Abū 'l-Fazl berichtet, dass er „im Schatten des Thrones seiner Majestät ein großer Meister der Kalligraphie geworden ist“. Das früheste von ihm signierte Werk stammt aus dem Jahr 1560. Laut Bayani hat Muhammad Husain den Söhnen Akbars Unterricht in Kalligraphie gegeben.
Auch unter Akbars Sohn und Nachfolger war er am Hof beschäftigt und hatte dort den Rang des obersten Schreibers inne. In seinen Memoiren erwähnt Dschahāngīr den Kalligraphen gleich zweimal: Im März 1607 berichtet er im Zusammenhang mit einem Besuch in Sheikhupura von einer Inschrift, die „Mullā Muhammad Husain Kaschmīrī, der größte Meister der Kalligraphen seiner Zeit“ geschrieben hat. Diese Inschrift war im Auftrag Dschahāngīrs in einen Stein des Hiran Minar, gemeißelt worden, eines Turmes, den er zum Gedenken an eine zahme Antilope (pers. āhū) hatte erbauen lassen. Diese Inschrift hat die Zeit nicht überdauert. In einem weiteren Eintrag hält er fest, dass er „Muhammad Husain dem Schreiber“ am 9. Dezember 1609 einen Elefanten geschenkt hat.
In dem unter Dschahāngīr konzipierten Gulschan-Album findet sich die letzte von Muhammad Husain unterzeichnete Kalligraphie. Sie trägt das Datum 1019 H. (1610/11). Der Meister ist laut Bayani im darauffolgenden Jahr gestorben.

Albumseite mit Kalligraphie von Muhammad Husain Kaschmiri

## Werke
Es gibt zahlreiche Werke von Muhammad Husain, die er mit verschiedenen Namenskombinationen unterschrieben hat, zum Beispiel: Muhammad Husain Kaschmīrī, Muhammad Kaschmīrī, Muhammad Husain Kātib, Muhammad Husain al-Kātib, Muhammad Husain Zarrīn Qalam Dschahāngīrschāhī, Muhammad Husain al-Kātib al-Kaschmīrī, Kaschmīrī al-Kātib oder auch nur Kaschmīrī.

### Gulistānvon 1582
Dieses Gulistān von Saʿdī ist heute zum einen wegen der über 1800 über den Text verteilten Vögel bekannt, die der damals noch junge Maler Manohar gemalt hat. Zum anderen sind die Kolophonporträts der Handschrift bemerkenswert: Sie zeigen Manohar zusammen mit Muhammad Husain. Das Porträt des Kalligraphen hat aber vermutlich nicht Manohar, sondern dessen Vater Basāwan gemalt. Es ist das einzige bekannte Porträt von Muhammad Husain.

### Gulistānvon 992/1584
Zwei Jahre nach dem Gulistān von 1582 hat Muhammad Husain die Abschrift eines weiteren Gulistān fertiggestellt. Laut Kolophon hat er den Text 1584 in der Bibliothek von ʿAbd al-Mutallib Chān vollendet, einem von Akbars Amiren, der später zu den persönlichen Dienern des Padischah gehörte. Dschahāngīr hat auf dem Deckblatt eine Inschrift hinterlassen, in der er Muhammad Husain gleich zweimal erwähnt und mitteilt, dass Akbar den Kalligraphen für dieses Werk mit 1000 Goldstücken belohnt hat. In seinen anderen Inschriften erwähnt Dschahāngir nur dann den Namen des Kalligraphen, wenn es sich um Werke von Berühmtheiten wie Mīr ʿAlī Haravī oder Sultān ʿAlī handelt. Muhammad Husain wurde folglich auch von Akbars Nachfolger zu den Schreibern der allerhöchsten Kategorie gerechnet.

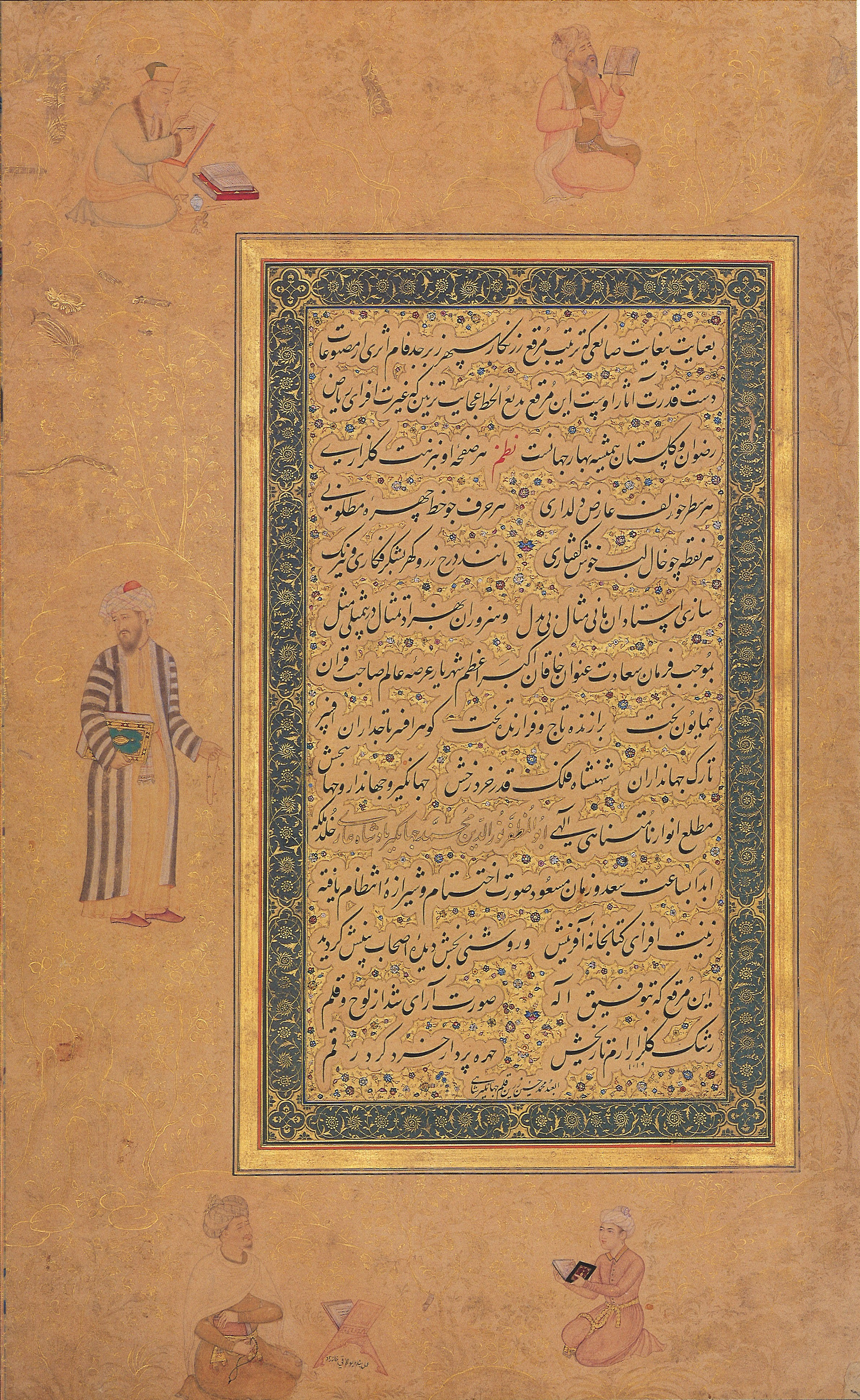
Nachwort des Gulschan-Albums mit Signatur von Muhammad Husain Zarrīn Qalam Dschahāngīrschāhī

### Weitere Handschriften
Von Muhammad Husain kopierte Werke sind außerdem ein Bahāristān von Dschāmī  aus dem Jahr 1595, die prachtvolle Chamsa von Amīr Chusrau Dihlavī (1597), das Chester-Beatty Akbar-nāma und ein Dīwān des Tschischti-Sufis Amīr Hasan Dihlavī (st. 1327), der 1601/02 für die Bibliothek Scheich Farīd Buchārī angefertigt wurde.
Auch wenn die Arabische Kalligraphie den Eindruck erweckt, ein müheloses und rasches Schreiben zu ermöglichen, ist tatsächlich das Gegenteil der Fall: sie war zeitaufwändig und erforderte sorgfältige Planung. Von Muhammad Husains Kollege ʿAbd ar-Rahīm ʿAmbarin Qalam ist bekannt, dass dieser die Prachthandschrift der Chamsa von Nizamī in einem konstanten Tempo von sechzehneinhalb Zeilen pro Tag innerhalb von drei Jahren kopiert hat. Wenn man davon ausgeht, dass die Chamsa von Amīr Chusrau, eine Handschrift derselben Spitzenqualität, im gleichen Tempo geschrieben wurde, dürfte Muhammad Husain zwei Jahre für die Niederschrift der 233 Folios benötigt haben.
Die letzte größere Abschrift von Muhammad Husain stammt aus dem Jahr 1610/11 und ist eine neue, viel gelobte Version von Chosrau und Schirin, die Āsaf Chān Mīrzā Jaʿfar Beg (st. 1612) verfasst hatte. Der Mīrzā, ein General mit einem hohen Mansab von 5000, hatte sein Werk vermutlich als Geschenk für Dschahāngīr auf Marmorpapier mit Goldrahmen und farbigen Rändern kopieren lassen.

### Das Gulschan-Album
Das Vorwort und Nachwort zum Gulschan-Album stammen von Muhammad Husain. Semsar schließt daraus, dass der Kalligraph für das gesamte Albumprojekt, das nach seinem Tod erweitert wurde, zuständig war. Die vorletzte Zeile des Epilogs datiert das Album durch das Abdschad-System auf 1019 H (1610/11).

### Einzelseiten
Es gibt zahlreiche Einzelblätter mit Kalligraphien. Viele davon gehören oder gehörten verschiedenen Mogul-Alben an, in denen sie zuweilen Werken von Mīr ʿAlī Haravī gegenübergestellt werden. Eine sehr beliebtes Muster von Albumseiten zeigt einen Vierzeiler, Rubāʿī, in großer Schrift, der diagonal über das Blatt geschrieben ist. Auf diese Weise bleiben oben rechts und unten links kleine Dreiecke frei, wobei der untere Winkel gewöhnlich den Namen des Kalligraphen enthält. Der Reim im Zentrum ist bei diesem Muster oft von kleiner geschriebenen Schriftbeispielen umgeben. Diese Textbausteine werden gewöhnlich von anderen Werken entnommen, die, wenn überhaupt, nur eine schwache Beziehung zu den Versen in der Mitte haben. Es gibt daneben diverse andere Gestaltungsformen für kalligraphische Albumseiten.

Textseite aus der Chamsa von Amir Chusrau Dihlavi (1597)
Folio aus dem Gulistān von Saʿdī (1584)
Kalligraphie von Muhammad Husain al-Kaschmīrī
Kalligraphie von Muhammad Husain al-Kātib
Albumseite mit Kalligraphien von Muhammad Husain und Mīr ʿAlī Haravī
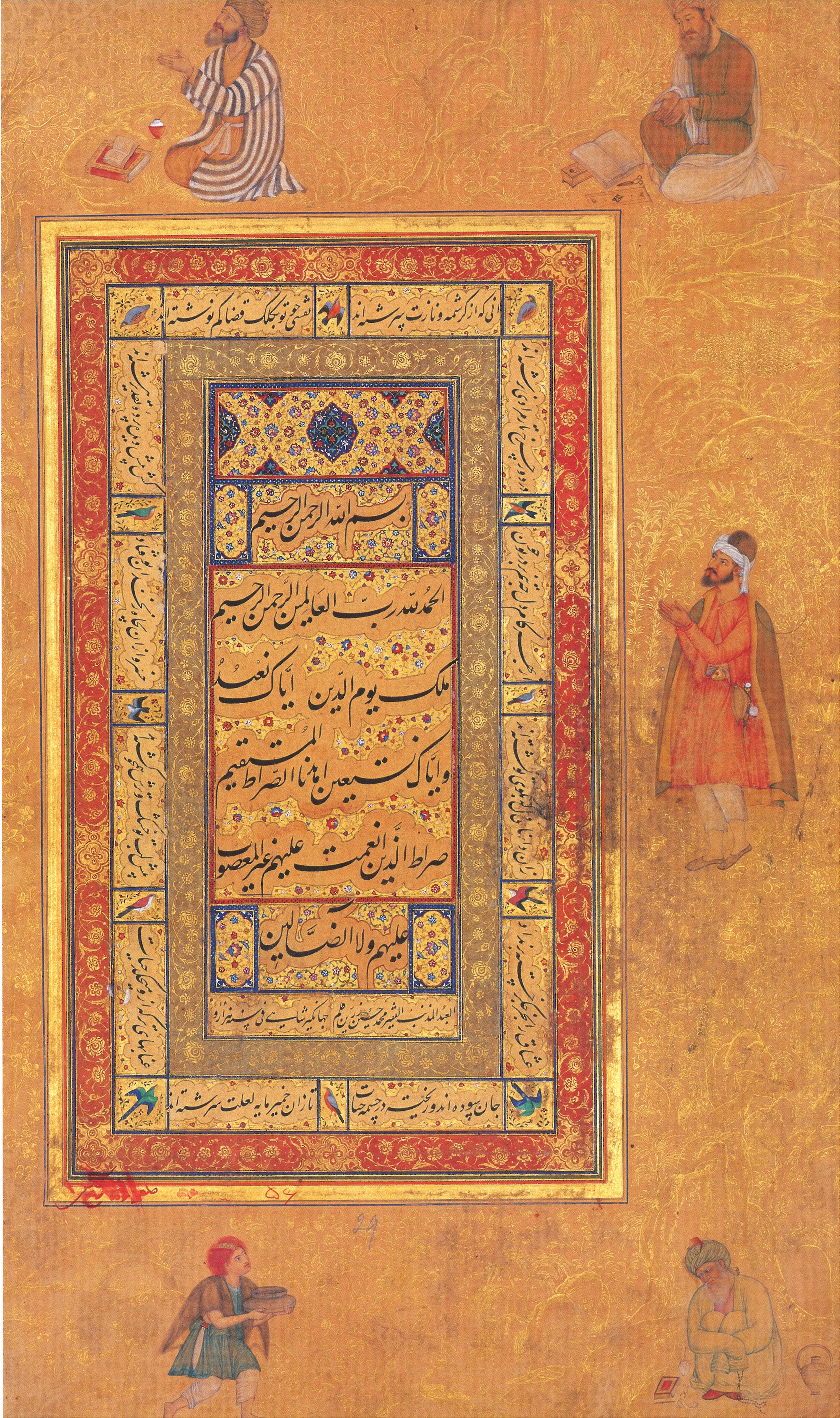
Seite aus dem Gulschan-Album mit der Fātiha, Muhammad Husain Zarrīn Qalam Dschahāngīrschāhī 1609/10